# Château-d'Œx
Château-d'Œx (literalmente Castillo de Oex, antiguamente en alemán Oesch) es una comuna suiza del cantón de Vaud, situada en el distrito de Riviera-Pays-d'Enhaut. Limita al norte con las comunas de Haut-Intyamon (FR), Grandvillard (FR) y Charmey (FR), al este con Rougemont, Saanen (BE) y Gsteig bei Gstaad (BE), al sur Ormont-Dessus, Ormont-Dessous y Villeneuve, y al oeste con Rossinière.
La comuna hizo parte hasta el 31 de diciembre de 2007 del distrito de Pays d'Enhaut, círculo de Château-d'Œx.

## Geografía

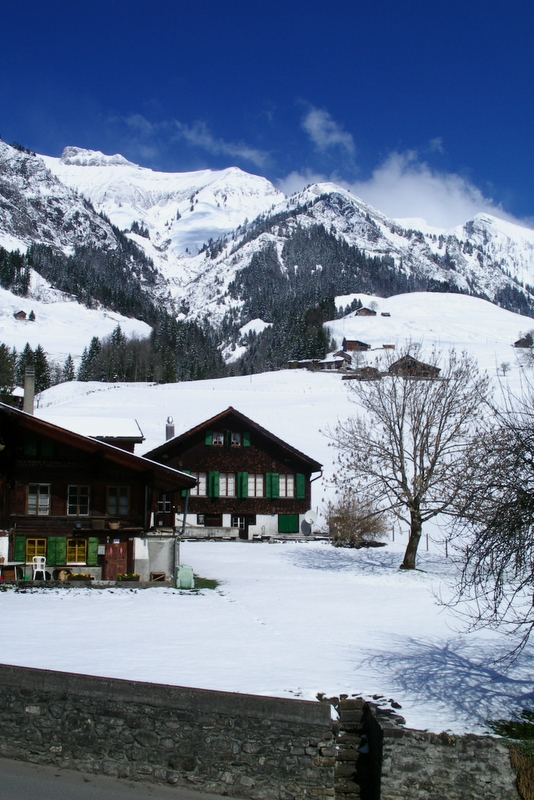
Château-d'Œx

Situado en la parte valdense del valle del Saane. Château-d'Œx es la comuna más grande del cantón de Vaud. Forman parte de la comuna las localidades de Gérignoz, La Coula, La Lécherette, Le Mont, Le Pré, Les Bossons, Les Combos, Les Granges, Les Moulins, L'Etivaz y Sciernes-Picat.

## Manifestaciones
- Semana Internacional de globos.
- Encuentro Internacional de VW Escarabajos.
- Festival le Bois Qui Chante.

## Transporte
- Línea ferroviaria Montreux - Oberland bernés (MOB)
- Autopista A6,  Wimmis - Zweisimmen - Château-d'Œx
- Autopista A9,  Aigle - Col des Mosses - Château-d'Œx
- Autopista A12,  Bulle - Château-d'Œx